# Anse-à-Veau
Anse-à-Veau este o comună din arondismentul Anse-à-Veau, departamentul Nippes, Haiti, cu o suprafață de 103,23 km2 și o populație de 31.477 locuitori (2009).